# فهرست شهرهای کوزوو

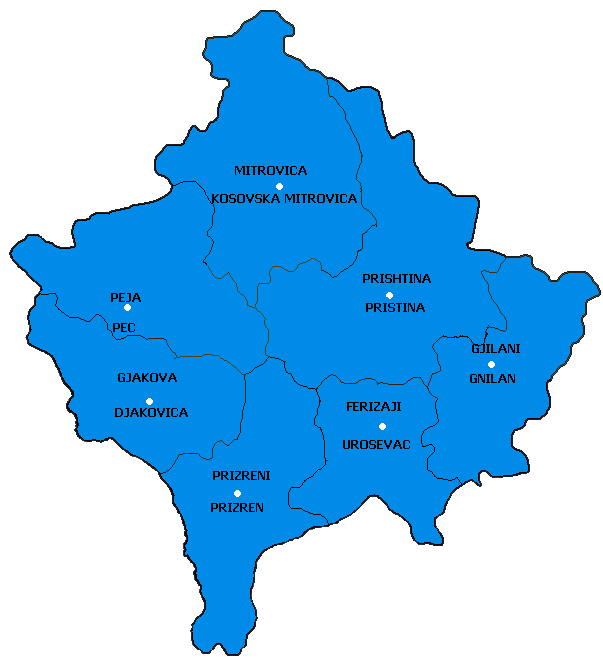
شهرهای کوزوو

این صفحه فهرستی از شهرهای کوزوو است. تقسیمات دولتی در کوزوو معمولاً بر پایه بزرگترین شهرهای آن‌ها نام‌گذاری می‌شود.

## منطقه جاکوویسا
- جاکوویسا
- دچانی
- راهووس

## منطقه گنییلان
- گنییلان
- کوزوو کامنیکا
- ویتیا

## منطقه کوسوفسکا متروویسا
- کوسوفسکا متروویسا
- لپوساویچ
- صربیکا
- ووچیترن
- زوبین پوتوک
- زوچان

## منطقه پچ
- ایستوک
- کلینا
- پچ

## منطقه پریشتینا
- گلوگوواس
- فوشیو کوسوفا
- لیپجان
- نوو بردو
- اوبیلیچ
- پودویفو
- پریشتینا

## منطقه پریزرن
- دراگاش
- مالیشوو
- پریزرن
- سووا رکا

## منطقه اوروشواس
- کاچانیک
- اشتیمل
- اشترپس
- اوروشواس